# Giovanna Dal Vesco
Giovanna Dal Vesco (Broni, 22 de julio de 1929) es una botánica, micóloga, fitosocióloga, profesora, taxónoma, conservadora y exploradora italiana.
Sus principales líneas de investigación son la biología vegetal, biología de la conservación, ecología vegetal, biodiversidad y ambiente costero.
En 2001, en conjunto con su colega y conservador Bruno Peyronel (1919-1982), donaron al “Herbarium Alpium Occidentalium” las colecciones de ejemplares de herbario preparadas por Giovanna, siendo ambos profesores de botánica de la Universidad de Turín.

## Algunas publicaciones
- giovanna Dal Vesco. 2010. "La Collezione “Herbarium Alpium Occidentalium”. In: Pistarino A., Forneris G., Bovio M.,

Matteucci E., Pandolfo G., Dal Vesco G., L’“Herbarium Alpium Occidentalium” di Bruno Peyronel e Giovanna Dal Vesco: un contributo alla
conoscenza della flora valdostana e piemontese. Museo Regionale di Scienze Naturali della Valle d’Aosta, Monografie 7: 91 - 95.
- luca Miserere, giovanna Dal Vesco. 2001. "Ecologia e distribuzione di Carex brunnescens (Cyperaceae) nelle Alpi Occidentali Italiane." Allionia 38: 175-180.
- barbara Barisani, giovanna Dal Vesco. 1998. Chanousia: giardino botanico alpino, 2170 m, s. l. Neos.
- giovanna Dal Vesco, r. Camoletto Pasin et al. 1994. "Flora della palude dei Mareschi (Avigliana, Torino)." Boll. Mus. Regionale Sci. Nat. Torino 12: 201-219.
- ----------------. 1992. "La Chanousia", en Francesco Maria Raimondo (a cura di) Orti botanici, giardini alpini, arboreti italiani, Palermo, Ed. Grifo, p. 381.
- ----------------, r. Camoletto Pasin. 1992. "Le felci: fascinose e misteriose." Piemonte Parchi 49: 30-32.
- ----------------, g. Buffa. 1991. "Barbarea bracteosa Guss. (Brassicaceae), prime segnalazioni per la Valle d'Aosta ed il Piemonte." Rev. Valdôtaine Hist. Nat. 45: 87-92.
- ----------------, annalaura Pistarino. 1987. Loci classici and type in the works and herbaria of Allioni and Balbis. Allionia 28: 5 – 20.
- ----------------, ippolito Ostellino. 1987. Contributo alla conoscenza della flora del Piccolo San Bernardo : il vallone del Breuil (La Thuile, Aosta). Estr. da: Revue valdôtaine d'histoire naturelle 41: 5 - 30.
- maurizio Bovio, giovanna Dal Vesco. 1987. Potentilla pensylvanica L. in Valle d'Aosta: nuovi ritrovamenti. Estr. da: Revue Valdôtaine d'Histoire Naturelle, 41: 31 -38.
- ----------------, ----------------. 1985. Una stazione di Cypripedium calceolus L. in Valle d'Aosta. Estr. da: Revue Valdôtaine d'Histoire Naturelle, 39: 85 - 89.
- giovanna Dal Vesco. 1960. "Il Mimulus moschatus Dougl. in val Pellice." Nuovo Giorn. Bot. Ital. 67: 560-563.

### Libros
- annalaura Pistarino. 2010. L'Herbarium Alpium occidentalium di Bruno Peyronel e Giovanna Dal Vesco: un contributo alla conoscenza della flora valdostana e piemontese. Publicó Museo regionale di scienze naturali della Valle d'Aosta, 552 p.
- roberta Atzei, giovanna Dal Vesco, maurizio Bovio. 1998. Distribuzione di alcune specie di Liliaceae in Valle d'Aosta. Turín, 197 p.
- giorgio Buffa, giovanna Dal Vesco. 1983. Flora e vegetazione del Vallone di Chavannes. Turín, 203 p.
- r. Ajassa, giovanna Dal Vesco, et al. 1979. "Bosco del Vaj." Regione Piemonte, Turín, 38 p.

## Membresías
- de la junta de asesoramiento de la Sociedad Italiana de Ciencias de la vegetación (SISV)
- del Consejo Editorial de publicación científica fitosociología.